# Francova Lhota
Francova Lhota (en allemand : Franzenschlag) est une commune du district de Vsetín, dans la région de Zlín, en Tchéquie. Sa population s'élevait à 1 541 habitants en 2020.

## Géographie
Francova Lhota est arrosée par la Senice et se trouve à 18 km au sud-est de Vsetín, à 33 km à l'est de Zlín, à 110 km à l'est de Brno et à 283 km à l'est-sud-est de Prague.
La commune est limitée par Zděchov au nord, par Valašská Senice au nord-est, par la Slovaquie à l'est, par Střelná au sud, et par Horní Lideč et Lidečko à l'ouest.

## Histoire
La première mention écrite du village date de 1500.

## Galerie
|  |  |

## Administration
La commune se compose de deux quartiers :
- Francova Lhota
- Pulčín